# Белый лебедь (колония)
«Бе́лый ле́бедь» (ФКУ ИК-2 ОУХД ГУФСИН России по Пермскому краю) — исправительная колония особого режима для пожизненно осуждённых в городе Соликамске (Пермский край).

## История
В 1938 году был создан лагерный пункт, через который прошли многие политические заключенные.
С 1955 года политические заключённые в нём не содержались. В колонию стали помещать воров-«законников» и принуждением (в том числе голодом) или обманом (в том числе посредством других заключённых, сотрудничавших с тюремной администрацией) подталкивали к действиям, противоречащим званию вора, в том числе к труду. Под этим давлением воры часто отрекались от своих званий либо гибли.
В 1980 году здесь было создано единое помещение камерного типа (ЕПКТ), куда направляли «воров в законе» для перевоспитания — именно тогда колония «Белый лебедь» появилась в привычном виде. Основателем и первым руководителем подобной колонии стал генерал-майор ФСИН Василий Сныцерев.
Всего через «Белый лебедь» прошло около 4,5 тысяч осужденных. С 1999 года в колонии содержатся осуждённые на пожизненное заключение.
5 декабря 2017 года на территории колонии случился пожар. Загорелось трёхэтажное кирпичное здание размером 30 на 60 метров. Возможная причина возгорания — поджог или неисправность в электрооборудовании.

## Описание
Колония отличается одним из самых жёстких режимов в системе исправительных учреждений (средний срок отбытия наказаний — от трёх до семи лет).
Варианты неофициального названия произошли, по разным версиям, от цвета стен либо, что более правдоподобно, от способа перемещения заключённых по территории: наклонившись вперёд (практически под 90 градусов) с закинутыми за спину руками, то есть «лебедь». Есть ещё версия названия, происходящая от того, что во дворе тюрьмы находится памятник белым лебедям. Другое объяснение содержит довольно романтичная версия, по которой считалось, что сами заключённые придумали такое название. Многие из них имели здесь свой последний «причал», последнюю лебединую песню, как по легенде, где лебедь, потерявший свою любимую, приговорил себя к одиночеству или смерти, стремительно падал вниз, разбиваясь о землю.
Сейчас в колонии отбывают пожизненный срок осуждённые за особо тяжкие преступления. Это убийцы, насильники, члены бандитских формирований, лидеры организованных преступных группировок, на счету которых — такие серьёзные преступления, как захват заложников, похищение людей, заказные убийства и др. В настоящее время в ней насчитывается около 300 человек.
Изучив личные дела и приговоры своих подопечных, сотрудники подсчитали, что на 300 осужденных приходится примерно 1500 убиенных, то есть в среднем на руках каждого кровь пяти человек.
В камерах «Белого лебедя» осуждённые пожизненно сидят по одному, двое и трое. У каждого блока на две камеры — карточки-досье: фото, статьи, краткая биография. Администрация, изучив арестантов, расселяет их, исходя из психологической совместимости, во избежание конфликтов. Для этого с каждым проводится работа с профессиональным психологом. Условия заключения соответствуют требованиям международных стандартов — есть библиотека, можно вести переписку, покупать некоторые доступные вещи в тюремном ларьке, прогулка раз в день по желанию и душ по пятницам, и другое.